# Piper maculaphyllum
Piper maculaphyllum är en pepparväxtart som beskrevs av Chaveer. & Sudmoon. Piper maculaphyllum ingår i släktet Piper och familjen pepparväxter. Inga underarter finns listade i Catalogue of Life.